# 新里門駅
新里門駅（シニムンえき）は、大韓民国ソウル特別市東大門区里門洞にある韓国鉄道公社京元電鉄線の駅。駅番号は121。
副駅名は韓国芸術総合学校。

## 歴史
- 1980年1月5日 - 開業。
- 2005年12月15日 - 龍山～城北間系統廃止。
- 2007年4月13日 - 南部駅舎の使用を開始。出口を2ヶ所から5か所に拡張。

### 駅名について
駅は里門洞に位置しているが、あえて新里門という駅名にした理由は、忘憂線里門駅（2004年廃止）との駅名の重複による混乱を避けるためである。

## 駅構造

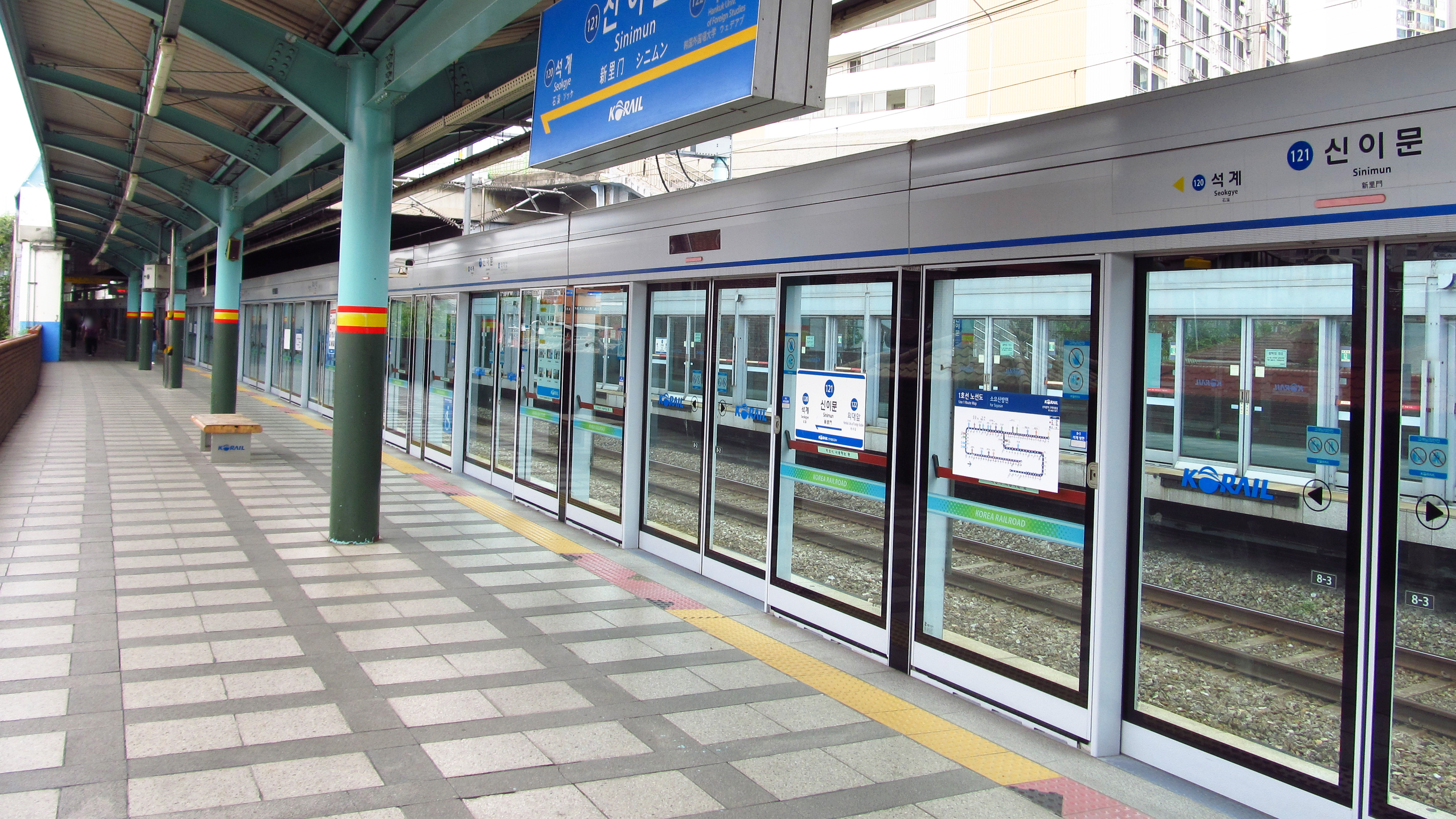
プラットホーム（ホームドア設置後）

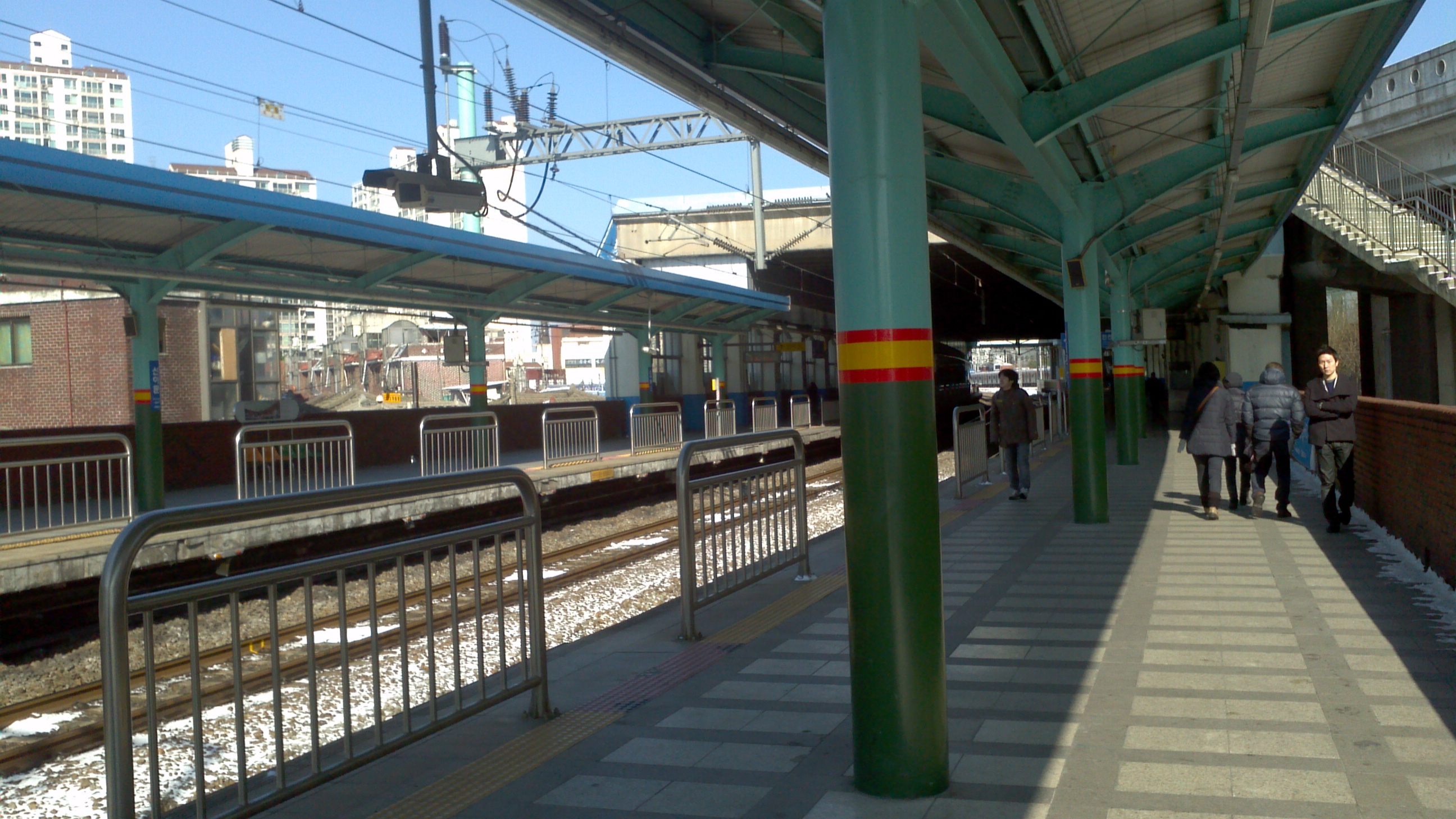
プラットホーム（ホームドア設置前）

相対式ホーム2面2線を有する地上駅で、橋上駅舎を持つ。

### のりば
| 1 | 1号線（京元電鉄線） | 光云大・議政府・東豆川中央・逍遥山方面   |
| 2 | 1号線（京元電鉄線） | 清凉里・ソウル駅・仁川・西東灘・新昌方面 |

## 利用状況
近年の1日平均利用人員推移は下記のとおりである。
| 路線       | 路線     | 2000年 | 2001年 | 2002年 | 2003年 | 2004年 | 2005年 | 2006年 | 2007年 | 2008年 | 2009年 | 出典  |
| ---------- | -------- | ------ | ------ | ------ | ------ | ------ | ------ | ------ | ------ | ------ | ------ | ----- |
| 京元電鉄線 | 乗車人員 | 16,822 | 19,103 | 20,321 | 21,112 | 17,843 | 17,248 | 14,422 | 13,431 | 12,876 | 13,363 | [ 1 ] |
| 京元電鉄線 | 降車人員 | 12,938 | 15,328 | 16,380 | 20,240 | 16,626 | 16,218 | 13,411 | 12,552 | 12,036 | 12,450 | [ 1 ] |
| 路線       | 路線     | 2010年 | 2011年 | 2012年 | 2013年 | 2014年 | 2015年 | 2016年 | 2017年 | 2018年 | 2019年 | 出典  |
| 京元電鉄線 | 乗車人員 | 13,605 | 13,772 | 13,709 | 13,644 | 13,437 | 12,849 | 12,642 | 9,715  | 9,515  | 9,330  | [ 1 ] |
| 京元電鉄線 | 降車人員 | 12,693 | 12,892 | 12,795 | 12,724 | 12,591 | 12,071 | 11,930 | 8,607  | 8,482  | 8,394  | [ 1 ] |
| 路線       | 路線     | 2020年 | 2021年 | 2022年 | 2023年 |        |        |        |        |        |        |       |
| 京元電鉄線 | 乗車人員 | 7,178  | 7,062  | 7,572  | 7,998  |        |        |        |        |        |        |       |
| 京元電鉄線 | 降車人員 | 6,571  | 6,572  | 6,991  | 7,385  |        |        |        |        |        |        |       |

## 駅周辺
- 里門初等学校
- 石串中学校
- 石串高等学校
- 石渓初等学校
- 里門2洞住民センター
- 里門2洞治安センター
- 懿陵
- 国家情報大学院
- 韓国芸術総合学校石串洞キャンパス
- コーロン・大林アパート
- 中浪川
- 里門1洞
- 雙龍・大宇・現代アパート
- 里門車両事業所
- 韓国鉄道公社首都圏東部本部

## 隣の駅
韓国鉄道公社
京元電鉄線  
急行・緩行    
石渓駅 120 - 新里門駅 121 - 外大前駅 122